# Риарио Сфорца, Систо
Систо Риарио Сфорца (итал. Sisto Riario Sforza; 5 декабря 1810, Неаполь, Неаполитанское королевство — 29 сентября 1877, там же) — итальянский кардинал. Епископ Аверсы с 24 апреля по 24 ноября 1845. Архиепископ Неаполя с 24 ноября 1845 по 29 сентября 1877. Камерленго Священной Коллегии Кардиналов с 27 марта 1865 по 8 января 1866. Кардинал-священник с 19 января 1846, с титулом церкви Санта-Сабина с 16 апреля 1846.

## Источник
- Информация  (англ.)